# Mount Frosch
Mount Frosch är ett berg i Antarktis. Det ligger i Östantarktis. Nya Zeeland gör anspråk på området. Toppen på Mount Frosch är 2 750 meter över havet, eller 363 meter över den omgivande terrängen. Bredden vid basen är 4,6 km. Mount Frosch ingår i Victory Mountains.
Terrängen runt Mount Frosch är bergig åt sydost, men åt nordväst är den kuperad. Trakten är obefolkad. Det finns inga samhällen i närheten. 